# Плімут (округ Джуно, Вісконсин)
Плімут (англ. Plymouth) — місто (англ. town) в США, в окрузі Джуно штату Вісконсин. Населення — 578 осіб (2020).

## Демографія
Згідно з переписом 2010 року, у місті мешкало 597 осіб у 245 домогосподарствах у складі 178 родин. Було 320 помешкань
Расовий склад населення:
| - 99,0 % — білих - 0,3 % — азіатів |

До двох чи більше рас належало 0,7 %. Частка іспаномовних становила 1,3 % від усіх жителів.
За віковим діапазоном населення розподілялося таким чином: 22,3 % — особи молодші 18 років, 56,3 % — особи у віці 18—64 років, 21,4 % — особи у віці 65 років та старші. Медіана віку мешканця становила 46,9 року. На 100 осіб жіночої статі у місті припадало 113,2 чоловіків;  на 100 жінок у віці від 18 років та старших — 109,0 чоловіків також старших 18 років.
Середній дохід на одне домашнє господарство  становив 67 880 доларів США (медіана — 56 579), а середній дохід на одну сім'ю — 77 225 доларів (медіана — 61 786). Медіана доходів становила 44 583 долари для чоловіків та 47 500 доларів для жінок. За межею бідності перебувало 12,7 % осіб, у тому числі 27,1 % дітей у віці до 18 років та 6,0 % осіб у віці 65 років та старших.
Цивільне працевлаштоване населення становило 308 осіб. Основні галузі зайнятості: виробництво — 30,2 %, освіта, охорона здоров'я та соціальна допомога — 23,4 %, роздрібна торгівля — 15,3 %, сільське господарство, лісництво, риболовля — 7,8 %.